# Сан Матео
 Тази статия е за града в Съединените щати.  За града във Венецуела вижте Сан Матео (Венецуела).  
Сан Матео (на английски и на испански: San Mateo в превод „Свети Матей“) е град в окръг Сан Матео, в района на залива на Сан Франциско, щата Калифорния, САЩ.

## Географско положение
Град Сан Матео се намира в района на залива на Сан Франциско, между Сан Франциско и Силициевата долина, в Северна Калифорния.
Сан Матео има обща площ от 41,3 km2. От нея 31,6 km2 е суша, а 9,7 km2 е вода.

## История
Индианци са живеели по земите, наречени днес Сан Матео и околностите, поне за последните 4000 години. През 1776 г. испански изследователи дошли до съвременното местоположение на град Сан Матео, за да търсят място за начало на колония. На 17 октомври 1863 г. минава първият влак през Сан Матео. На 3 септември 1894 г. след гласуване се решава Сан Матео официално да стане град.

## Население
Населението на град Сан Матео е около 93 000 души. От 1990 до 2000 населението се е увеличило с 6996 души. Белите са 66,2%, латиноамериканците 20%, от азиатски произход 15,1%, чернокожи 2,6%, и други (латиноамериканците може да са се индентифицирали от няколко расови групи и за това сумата надвишава 100%). 30% от жителите на град Сан Матео са родени извън САЩ. В Сан Матео живеят 52 души с български произход или 1 на 1000 души в Сан Матео са от български произход.(2000)

## Икономика
58 450 е броят на работните места на територията на град Сан Матео. Средният семеен доход е 84 500 долара. Сан Матео е най-големият център за работни места в окръг Сан Матео. Същевременно 74% на жителите на Сан Матео работят извън пределите на града.

### Компании
Някои компании, базирани в Сан Матео:
- Fisher Investments
- Marketo
- GoPro
- Coupa
- Sony Interactive Entertainment*
- Roblox
- Solstice
- NetSuite
- SolarCity
- Snowflake
- Blizzard North
- Franklin Templeton Investments

## Образование

### Основни/средни училища
Списък на основните и средните училища в град Сан Матео, Калифорния.

### Гимназии
Списък на гимназиите в град Сан Матео, Калифорния

### Университети
63% от жителите на град Сан Матео са следвали в университет. (Официална страница на град Сан Матео)

## Транспорт
В град Сан Матео спира Caltrain (Калифорнийският пътнически влак). Гара Бърлингейм е също много близо до северната част на Сан Матео. Caltrain взима разстоянието от Сан Матео до Сан Франциско или Силициевата долина за около 30 минути.
BART (метрото) -
Най-близките гари на метрото са в град Милбрей и на Международно летище Сан Франциско на около 5 – 10 минути с кола от Сан Матео.
Автобуси -
Автобус 292 е един от рейсовете, който минава през Сан Матео и отива до Сан Франциско.
Автомобилен, пътища -
Сан Матео е разположен в непосредствена близост до магистрала 101, която отива до Сан Франциско и Сан Хосе. Град Сан Матео е също удобно разположен и до магистрала 92, която отива до Източния залив по Моста на Сан Матео (английски: San Mateo bridge).
Сан Матео се намира горе-долу на еднакво разстояние от Силициевата долина и Сан Франциско от порядъка на 15 – 20 минути с кола по магистрала 101.

## Природа

### Паркове
Централният парк (английски: Central park) е разположен, както името му предполага, в центъра на Сан Матео. В него има японска градина и чайна с езеро с пъстри риби. Паркът също помещава ботаническа градина и тенис кортове.
Койоти пойнт или Носът (върхът) на койота (английски: Coyote point) разполага с голям парк. Бейсайд/Джойнвил парк (на английски: Bayside/Joinville Park) е парк с 2 открити басейна, детска площадка, тенис кортове и голямо бейзболно игрище.
Плажове
Парксайд акуатик парк или Водният парк Парксайд (английски: Parkside aquatic park) разполага с плаж. Парксайд акуатик парк се намира в непосредствена близост до пресечката на магистралите 101 и 92.
Койоти пойнт или Носът (върхът) на койота (английски: Coyote point) също разполага с плаж. Плажът на Койоти пойнт е на залива на Сан Франциско.

## Спорт
- Американски футбол
- Бейзбол
- Голф
- Колоездене
- Конни надбягвания
- Плуване
- Ролерблейдинг
- Скейтбординг
- Тенис
- Футбол

## Култура и изкуство
Кино Сенчъри 12 или кино 12 век (на английски: Century 12) се намира в центъра на Сан Матео на адрес Източно 2-ро авеню (на английски: 320 East 2nd Ave.), а телефонът му е 650-558-0123.

## Съседни градове
- Белмонт (на юг-югоизток)
- Бърлингейм (на север)
- Фостър Сити (на югоизток)
- Хилсбъро (на север)

## Известни личности
Родени в Сан Матео
- Том Брейди (р. 1977), състезател по американски футбол
- Айлин Гоудж (р. 1950), писателка
- Фанита Инглиш (1916 – 2022), психоложка
- Тим Федерле (р. 1980), писател
- Денис Хейсбърт (р. 1954), актьор